# جون هنري (سياسي أمريكي)
جون هنري (بالإنجليزية: John Henry)‏ هو سياسي أمريكي، ولد في 1 نوفمبر 1800 في ستامفورد في الولايات المتحدة، وتوفي في 28 أبريل 1882 في سانت لويس في الولايات المتحدة. نشط حزبياً في حزب اليمين. وقد انتخب عضو مجلس نواب إلينوي وانتخب عضو مجلس النواب الأمريكي.